# K.Settihalli, Hosakote
K.Settihalli là một làng thuộc tehsil Hosakote, huyện Bangalore Rural, bang Karnataka, Ấn Độ.